# The Village (seriál, 2019)
The Village je americký dramatický televizní seriál, který měl premiéru dne 19. března 2019 na stanici NBC. Hlavní role hrají Moran Atias, Michaela McManus, Frankie Faison, Jerod Haynes, Grace Van Dien, Warren Christie, Daren Kagasoff, Lorraine Toussaint a Dominic Chianese. 
Dne 30. května 2019 byl seriál stanicí NBC po jedné řadě zrušen.

## Synopse
Seriál sleduje životy obyvatelů činžovního domu v Brooklynu. Sarah je zdravotní sestrou a svobodnou matkou kreativní a dospívající dívky Katie. Gabe je studentem práv, který pomáhá svému dědečkovi Enzovi. Ava je uprchlicí z Íránu, jež musí zajistit budoucnost svého malého syna narozeného v USA, když do jejího domu přichází ICE. Nick je veteránem, který se vrátil z války a je otcem Katie. Srdcem a duší budovy jsou sociální pracovníci Ron a Patricia. Životy těchto obyvatelů dokazují, že rodina znamená všechno, i když se může jednat jenom o lidi, kteří jsou kolem nich.

## Obsazení

### Hlavní role
- Moran Atias jako Ava Behzadi: uprchlice z Íránu.
- Dominic Chianese jako Enzo Napolitano: Gabeův dědeček.
- Warren Christie jako Nick Porter: válečný veterán, který na misi v Afghánistánu přišel o pravou nohu. Je otcem Katie.
- Frankie Faison jako Ron Davis: majitel baru.
- Jerod Haynes jako policejní důstojník Ben Jones.
- Daren Kagasoff jako Gabe Napolitano: Enzův vnuk a student práv.
- Michaela McManus jako Sarah Campbell: zaměstnankyně pečovatelského domu a matka Katie.
- Lorraine Toussaint jako Patricia Davis: Ronova manželka a sociální pracovnice.
- Grace Van Dien jako Katie Campbell: dcera Sarah a Nicka, která netuší, že Nick je jejím otcem. Je těhotná.

### Vedlejší role
- Ben Ahlers jako Liam
- Guy Lockard jako Gordon
- Hailey Kilgore jako Olivia
- Katrina Lenk jako Claire
- Deborah Ayorinde jako Dana
- Nadine Nicole jako Amy Bowman
- Kurt Yaeger jako Joe
- Aimee Carrero jako Sofia Lopez

## Seznam dílů
| Č. v seriálu | Původní název         | Režie            | Scénář                       | Premiéra v USA  |
| ------------ | --------------------- | ---------------- | ---------------------------- | --------------- |
| 1            | Pilot                 | Minkie Spiro     | Mike Daniels                 | 19. března 2019 |
| 2            | Good Thing            | Peter Sollett    | Mike Daniels                 | 26. března 2019 |
| 3            | In Your Bones         | Peter Sollett    | Erika L. Johnson             | 2. dubna 2018   |
| 4            | Heart on Fire         | Steven DePaul    | Abdi Nazemian                | 9. dubna 2019   |
| 5            | Laid Bare             | Steven DePaul    | Regina Corrado               | 16. dubna 2019  |
| 6            | Yes or No             | Steven Tsuchida  | Wolfe Coleman                | 23. dubna 2019  |
| 7            | Couldn't Not Love You | Steven Tsuchida  | Elizabeth Laime              | 30. dubna 2019  |
| 8            | Choosing to Hope      | Minkie Spiro     | Natalie Smyka                | 7. května 2019  |
| 9            | I Am Defiant          | Marta Cunningham | Terrence Coli                | 14. května 2019 |
| 10           | I Have Got You        | Cheryl Dunye     | Mike Daniels a Wolfe Coleman | 21. května 2019 |

## Produkce

### Vývoj
Dne 22. ledna 2018 byla stanicí NBC objednána produkce pilotního dílu nového seriálu. Scénář k pilotu napsal Mike Daniels a zároveň se na něm podílel také jako výkonný producent. Produkčním studiem se stalo Universal Television.
Dne 7. května 2018 byla objednána první řada. Na post režiséra pilotního dílu byl dosazen výkonný producent Minkie Spiro a Jessica Rhoades se stala výkonnou producentkou. Druhou produkční společností bylo zvoleno 6107 Productions. O několik dní později bylo uvedeno, že seriálu bude mít premiéru na jaře roku 2019. Dne 18. prosince 2018 bylo datum premiéry seriálu upřesněno na 12. březen 2019. Dne 6. února 2019 NBC přesunulo premiéru na 19. březen 2019, přičemž finální díl řady bude odvysílán 21. května 2019.
Dne 30. května 2019 byl seriál stanicí NBC po jedné řadě zrušen.

### Casting
V únoru 2018 bylo oznámeno, že Moran Atias, Michaela McManus, Frankie Faison, Jerod Haynes, Grace Van Dien, Warren Christie, Daren Kagasoff, Lorraine Toussaint a Dominic Chianese byli obsazeni do hlavních rolích pilotního dílu. Dne 11. října 2018 bylo ohlášeno, že si herečka Amy Carlson zahraje hostující roli. V prosinci 2018 bylo ohlášeno, že si Hailey Kilgore, Guy Lockard, Katrina Lenk a Deborah Ayorinde v seriálu zahrají role vedlejší.